# Nemoria diamesa
Nemoria diamesa är en fjärilsart som beskrevs av Ferguson 1969. Nemoria diamesa ingår i släktet Nemoria och familjen mätare. Inga underarter finns listade i Catalogue of Life.